# کوه پینتیان
کوه پینتیان (به لاتین: Mount Pintian) یک کوه در تایوان است که در Heping District, Taichung واقع شده‌است.